# Nathan Fine
Pour les articles homonymes, voir Fine.
Nathan Jacob Fine (né le 22 octobre 1916 à Philadelphie et mort le 18 novembre 1994 à Deerfield Beach en Floride) est un mathématicien spécialiste des séries hypergéométriques, et notamment des séries hypergéométriques basiques. Il est réputé pour ses notes de cours sur le sujet qui ont servi comme texte de référence pendant longtemps avant d'être publiés en livre. Il a résolu, en 1946, un problème d'optimisation mathématique appelé le « Jeep problem ».

## Carrière
Nathan Fine obtient un Ph.D. en 1946 à l'université de Pennsylvanie, où il est étudiant auprès de Antoni Zygmund avec une thèse intitulée On the Walsh Functions.
Il enseigne ensuite comme professeur assistant à l'université de Pennsylvanie en 1947, puis comme professeur titulaire à partir de 1956. Pendant une courte période (1946-1947) il travaille aussi au Operations Evaluation Group dépendant du Massachusetts Institute of Technology.
Il obtient une bourse post-doctorale (NSF Postdoctoral Fellowship) en 1953-54 et une bourse Guggenheim ( Guggenheim Foundation Fellowship) en 1958. En 1966, il est Hedrick Memorial Lecturer de la Mathematical Association of America.
En plus de son livre, il est auteur d'une quarantaine d'articles de mathématiques sur les sujets les plus variés, souvent avec des coauteurs. Il est conférencier invité au congrès international des mathématiciens de 1950 à Cambridge, Massachusetts.
George Andrews, dans sa notice nécrologique, le décrit comme un problem solver. Il a eu trois étudiants en thèse. Nathan Fine prend sa retraite de professeur à l'université d'État de Pennsylvanie en 1978.

## Ouvrage
- (en) Nathan Jacob Fine, Basic Hypergeometric Series and Applications, American Mathematical Society, coll. « Mathematical Surveys and Monographs » (no 27), 1988, xiii+ 124 (ISBN 978-0-8218-1524-3, lire en ligne)

Ce livre a fait l'objet d'une analyse : Richard Askey, « Review: Nathan J. Fine, Basic hypergeometric series and applications », Bull. Amer. Math. Soc. (N.S.), American Mathematical Society (AMS), vol. 21, no 1,‎ 1989, p. 130-132 (ISSN 0273-0979, DOI 10.1090/s0273-0979-1989-15789-3, lire en ligne).